# Jan Drost (filosoof)
Jan Drost (1975) is een Nederlands cultuurfilosoof gespecialiseerd in de liefde. Hij is auteur van drie boeken en schrijft voor verschillende media. Hij doceert filosofie aan de Hogeschool van Amsterdam.

## Biografie
Drost groeide op in het overwegend gereformeerde Spakenburg. Toen hij zes was gingen zijn ouders uit elkaar en verhuisde hij met zijn moeder naar Harderwijk. Hij ging filosofie en Nederlands studeren aan de Vrije Universiteit Amsterdam en de Universiteit van Amsterdam. Denken en dichten over liefde (2002) was de titel van zijn afstudeerscriptie die de basis vormde voor Het romantisch misverstand, het boek waarmee hij debuteerde in 2011. Sindsdien staat hij bekend als de 'liefdesfilosoof'. Denken helpt verscheen in 2015. In 2017 publiceerde hij een boek over teloorgegane liefde.